# Olympische Sommerspiele 1996/Teilnehmer (St. Lucia)
| Gelbes Symbol für Goldmedaillen mit stilisierten Olympischen Ringen | Graues Symbol für Silbermedaillen mit stilisierten Olympischen Ringen | Braundes Symbol für Bronzemedaillen mit stilisierten Olympischen Ringen |
| ------------------------------------------------------------------- | --------------------------------------------------------------------- | ----------------------------------------------------------------------- |
| —                                                                   | —                                                                     | —                                                                       |

Saint Lucia nahm an den Olympischen Sommerspielen 1996 in Atlanta, USA, mit einer Delegation von sechs Sportlern (fünf Männer und eine Frau) teil. Es war die erste Teilnahme an Olympischen Spielen.

## Teilnehmer nach Sportarten

### Leichtathletik
- Ivan Jean-Marie
400 Meter: Vorläufe
4 × 400 Meter: Vorläufe

- Dominic Johnson
4 × 400 Meter: Vorläufe
Stabhochsprung: In der Qualifikation ausgeschieden

- Maxime Charlemagne
4 × 400 Meter: Vorläufe

- Max Seales
4 × 400 Meter: Vorläufe

- Michelle Baptiste
Frauen, 100 Meter: Vorläufe

### Segeln
- Michael Green
Finn-Dinghy: 45. Platz